# Orden militar

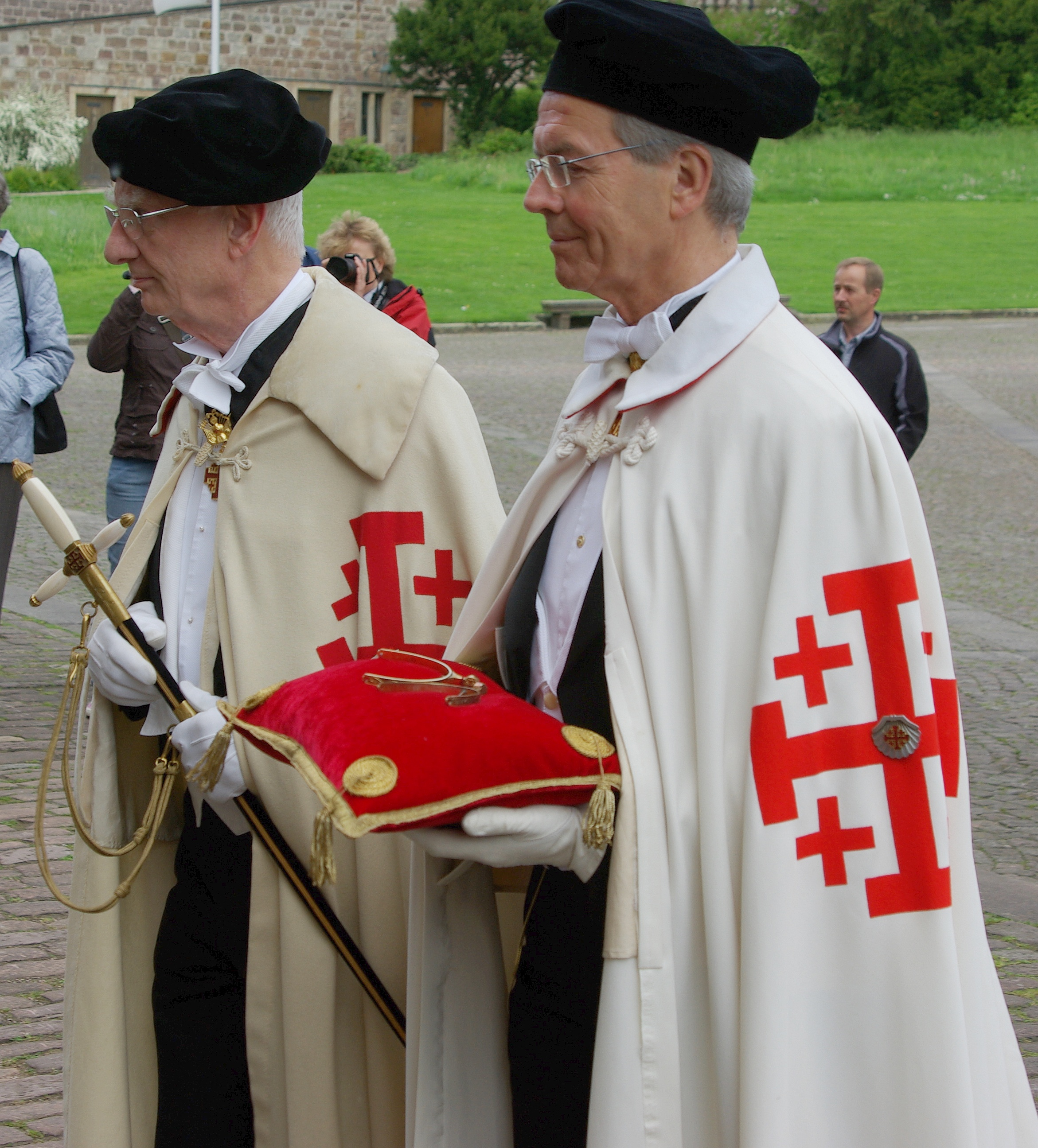
Caballeros de la Orden del Santo Sepulcro en la actualidad, con su hábito blanco y la cruz característica.

Cruz de la Orden del Temple (templarios).

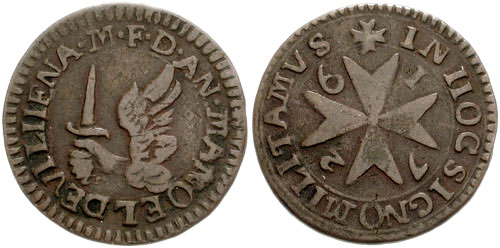
Moneda de la Orden de San Juan de Jerusalén (antes del Hospital -hospitalarios- y luego de Malta), con la cruz que la identifica.

Cruces de las órdenes militares españolas (desde arriba): Santiago, Alcántara, Calatrava y Montesa).

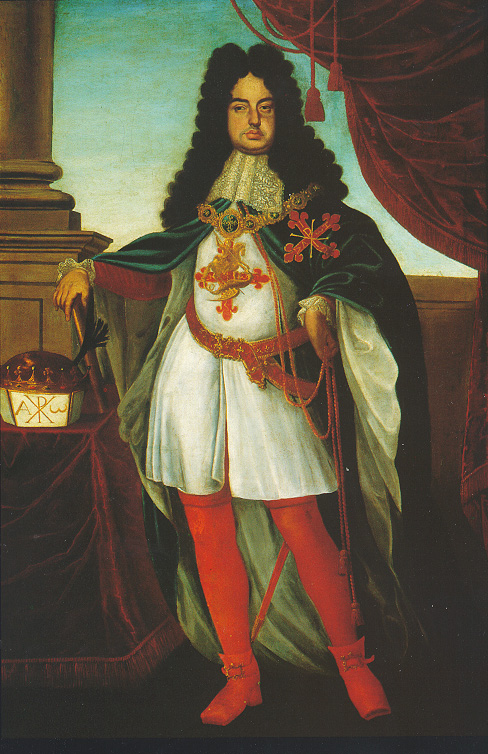
Francisco Farnesio, duque de Parma, en hábito de caballero de San Jorge (Sagrada Orden Militar Constantiniana).

Una orden militar (en latín: militaris ordo) es una sociedad religiosa cristiana de caballeros. Las órdenes militares originales fueron los Caballeros Templarios, los Caballeros Hospitalarios, la Orden del Santo Sepulcro, la Orden de Santiago, la Orden de Calatrava y los Caballeros Teutónicos. Surgieron en la Edad Media en relación con las Cruzadas, en Tierra Santa, el Báltico y la península ibérica; sus miembros se dedicaban a la protección de peregrinos y cristianos, así como a la defensa de los estados cruzados. Son los predecesores de las órdenes de caballería.
La mayoría de los miembros de las órdenes militares eran laicos que hacían votos religiosos, como los de pobreza, castidad y obediencia, según los ideales monásticos. Las órdenes poseían casas llamadas encomiendas por toda Europa y tenían una estructura jerárquica de liderazgo con el gran maestre a la cabeza.
Los Caballeros Templarios, la mayor y más influyente de las órdenes militares, fue suprimida a principios del siglo XIV; después sólo se establecieron y reconocieron un puñado de órdenes. Sin embargo, algunas persistieron más tiempo en sus funciones originales, como la Soberana Orden Militar de Malta y la Orden de San Juan, las respectivas sucesoras católica y protestante de los Caballeros Hospitalarios, junto con la Orden del Santo Sepulcro, que sigue activa bajo la soberanía del Papa. Las órdenes militares que sobreviven en la actualidad han evolucionado hacia órdenes puramente honoríficas o ceremoniales, o bien hacia fundaciones benéficas.

## Funciones
La principal característica de las órdenes militares religiosas es la combinación de modos de vida militares y religiosos. Algunos, como los Caballeros de San Juan y los Caballeros de Santo Tomás también cuidaron de los enfermos y los pobres, como la Orden de San Lázaro de Jerusalén. No eran instituciones exclusivamente masculinas, pues las monjas también podían asociarse a un convento de la orden (comendadoras). Sin funciones militares se crearon también "órdenes desarmadas": las órdenes redentoras de cautivos (trinitarios y mercedarios).
Los miembros religiosos de las órdenes militares podían estar, y de hecho a menudo estaban, subordinados a hermanos no ordenados. Prácticamente la mayoría de los miembros no eran religiosos; existiendo muy distintos grados de pertenencia, desde el de los monjes-soldados hasta el de los simples caballeros asociados y todo tipo de servidores. El cargo rector de una orden militar recibía la denominación de Gran Maestre.
El papel y la función de las órdenes militares a menudo han resultado oscurecidas por la fijación en sus gestas en Siria, Palestina, Prusia y Livonia. Tenían posesiones y miembros a todo lo largo de Europa Occidental. Fueron el hilo conductor de innovaciones culturales y técnicas, como la introducción del batanado en Inglaterra por los Caballeros de San Juan, o la infraestructura bancaria de los Templarios.

## Fundación de las órdenes militares
Se entiende oficialmente como su año de fundación aquel en que reciben la aprobación por el papa de Roma, o este les asigna unas reglas. Naturalmente, primero hay que solicitarlo, para lo cual ha de haber previamente un conjunto de personas dispuestas y dotadas de medios que demuestren su buena disposición. De esta forma suele llevar a confusión la diferencia de fechas entre el momento en el que un grupo de caballeros se organiza, presta juramento y entra en lucha, hasta aquel en el que queda confirmada oficialmente su existencia como orden militar. Un ejemplo extremo: en 1550 el papa Julio III reconoció la Sagrada Orden Militar Constantiniana de San Jorge con la bula Quod Aliasla, después de la caída de Constantinopla, habiendo documentos anteriores que atestiguan su existencia siglos antes en Bizancio, bajo regla del obispo San Basilio (que les habría sido otorgada por el papa San León Magno en el año 456). De identificarse esta como la primera orden militar, su fecha de creación se remontaría a 312 d. C., cuando el emperador Constantino el Grande, en vísperas de la batalla contra Majencio en puente Milvio, vio una cruz en el cielo con el lema In Hoc Signo Vinces («Bajo este signo vencerás»). Constantino llevó el signo a batalla y, tras la victoria dio libre culto a los cristianos (Edicto de Milán), y armó a los primeros cincuenta caballeros, la Caballería Aurata Constantiniana, que llevaban el lábaro transformado en cruz grabado en estandartes y armaduras (se denominada aurata por el collar de oro que llevaban sus dignatarios).

### Modelos islámicos
Joseph von Hammer comparó en 1818 las órdenes militares cristianas, en particular a los templarios, con ciertos modelos islámicos como la secta chií de los hashshashin. En 1820 José Antonio Conde sugirió que se modelaron con base en los ribat, una institución religiosa fortificada que unía la vida religiosa con la lucha con los enemigos del islam. A pesar de lo populares que sean estos puntos de vista, muchos los han criticado, con el argumento de que no hubo ribats en Palestina hasta después de la fundación de las primeras órdenes militares.

### Órdenes autoproclamadas y órdenes falsas
En la época moderna, por lo menos desde el siglo XIX hasta nuestros días, se ha visto una proliferación de órdenes autoproclamadas y falsas. Las órdenes falsas afirman su antiguo linaje sin ningún tipo de base, y las autoproclamadas no han sido establecidas por un jefe de Estado legítimo. Mientras que todas las órdenes falsas son autoproclamadas, no todas las autoproclamadas son falsas.

## Clasificación
Según el derecho público y a partir de la existencia de un poder soberano o no, se pueden hacer las siguientes distinciones dentro de las órdenes militares:

### Órdenes pontificias
Aquellas órdenes conferidas directa o indirectamente por el sumo pontífice y llamadas, por ello, de colación y de subcolación respectivamente. El único ejemplo de la segunda es la Orden del Santo Sepulcro de Jerusalén.
Se discute si tales órdenes son emanación de la soberanía espiritual de la Iglesia o de la temporal. Durante el período comprendido entre 1870 y 1929 la Iglesia continuó usando del ius honorum.
Estas órdenes no derivan de antiguas religiones monásticas, sino que participan del carácter laico de las órdenes estatales. Excepto la del Santo Sepulcro, no pueden ser conferidas a eclesiásticos y, en cambio, pueden serlo a no cristianos.
A su vez se dividen en:
- Órdenes militares
  - Suprema Orden de Cristo o Milicia de Nuestro Señor Jesucristo
  - Orden Teutónica

- Órdenes civiles
  - Orden de San Gregorio Magno: tiene dos clases la civil y la militar. La segunda está destinada a premiar los méritos del personal de los Cuerpos armados de la Santa Sede o de cualquier otro Estado, pero no por ello es una Orden militar.
  - Orden de San Silvestre

Merecen especial mención las
- Órdenes regidas por el Maestro general de una Orden religiosa como por ejemplo la Orden de Santa María de la Merced.
- Órdenes regidas por un Abate como por ejemplo los Hermanos de la Casa Alemana de Santa María de Jerusalén, puramente eclesiástica, no confundir con la Orden Teutónica.

### Órdenes magistrales
Se llaman así a las que constan de una religión con una orden de caballería anexa. El único caso es el de la Orden de Malta.

### Órdenes dinásticas-estatales o de Corona
Se trata de aquellas órdenes que antes de la Revolución francesa pertenecían al patrimonio heráldico de una dinastía reinante y que fueron transferidos al patrimonio heráldico de la Corona. Ej.: el ramo portugués de la Orden del Cristo que, al acabar la monarquía pasó a la república.

### Órdenes estatales
Aquellas órdenes que gozan de personalidad jurídica pública según el ordenamiento interno de un Estado. Son órdenes laicas posteriores a la Revolución francesa.
- Legión de honor (Primer Imperio francés)
- Orden de Guadalupe (Segundo Imperio mexicano)
- Orden del Águila Mexicana (Segundo Imperio mexicano)
- Orden de San Carlos (Segundo Imperio mexicano)
- Orden de Mayo (Argentina)
- Orden del Libertador San Martín (Argentina)
- Orden al Mérito de Chile (Chile)
- Orden de Boyacá (Colombia)
- Orden El Sol del Perú (Perú)
- Orden Nacional de San Lorenzo (Primera Junta de Gobierno Autónoma de Quito - Ecuador)
- Orden de Trujillo (República Dominicana)
- Orden Heráldica de Cristóbal Colón (República Dominicana)

### Órdenes dinásticas
Aquellas órdenes no ligadas a la soberanía del Estado, sino al príncipe soberano que, destronado, conserva el ius collationis. Se distingue de las Órdenes de Corona, que son instituidas por el soberano en cuanto tal y ligados a la Corona, con lo que su pérdida comporta la del Gran Magisterio. En ese caso la Orden puede extinguirse o ser asumida por el soberano o el régimen sucesor.
Aun cuando no resulta exhaustivo, se puede citar dentro de este grupo a las siguientes órdenes:
- Suprema Orden de la Santísima Anunciación (Casa de Saboya)
- Orden de los Santos Mauricio y Lázaro (Casa Saboya)
- Orden de San Jenaro (Reino de las Dos Sicilias)
- Sagrada Orden Militar Constantiniana de San Jorge (Ducado de Parma y Reino de las Dos Sicilias)
- Real Orden de San Fernando del Mérito (Reino de las Dos Sicilias)
- Orden de San José (Gran Ducado de Toscana)
- Orden de San Esteban (Gran Ducado de Toscana)
- Orden de San Miguel del Ala (Casa de Braganza, Portugal)

### Órdenes independientes o privadas
Aquellas no ligadas ni a la Santa Sede, ni a un Estado soberano, ni a una dinastía que antes fuera soberana. Algunas fueron creadas por nobles y en su mayoría se encuentran extintas, como las órdenes precedentes:
- Orden del Hacha
- Orden de Santa Ana
- Orden de Santa Isabel
- Orden de los Cuatro Emperadores
- Orden del Cisne

Otras fueron asociaciones privadas de configuración caballeresca, pero no órdenes en el sentido estricto, aunque se denominen como tales. Dentro de esta categoría —separándolas de las fraudulentas— cabe añadir toda una serie de órdenes ya desaparecidas, algunas de las cuales han sido restauradas por iniciativa privada y no tienen más reconocimiento oficial que el de simples asociaciones, sean estas de derecho eclesiástico o civil. Incluso, se crean institutos bajo la apariencia de órdenes de caballería, con oscuros fines.

## Otros criterios

### Caballería militar, regular o efectiva
La caballería militar se origina en la época de las Cruzadas. Son religiosos y militares. Generalmente surgen de iniciativa privada. Se trata de entes autónomos bajo la protección de la Santa Sede.
A esta categoría pertenecen las ramas militares de algunas Órdenes religiosas, como los Mercedarios. Cuando cesaron las funciones militares se convirtieron en caballería honoraria.

### Caballería honoraria de la Iglesia
Son instituciones creadas por los Papas o por los Soberanos, con aprobación papal, con la finalidad de recompensar méritos y sin que comporten deberes o vínculos. A ellas se añaden las ramas militares de órdenes religiosas que se transforman, las Órdenes nobles y la Nobleza ecuestre.
Surge en el siglo XIV y siempre fue directa o indirectamente conferida por la Santa Sede. Excepcionalmente, algún Papa creó órdenes regulares y militares, pero o bien desaparecieron o se convirtieron en honoríficas.
La caballería honoraria de la Iglesia, destinada al principio solo a soberanos, príncipes, embajadores, altos dignatarios y generales, fue extendida a personas famosas de las artes o las ciencias y a cuantos habían prestado algún servicio señalado a la Iglesia o al Pontífice. En los siglos XVII y XVIII —período de decadencia de la caballería— algunos títulos ecuestres fueron unidos ex iure a determinados altos puestos de la Curia Romana y del Estado Pontificio, a los Colegios de jurisconsultos y otros institutos análogos, a los docentes (e incluso a veces a los titulados) de algunas Facultades universitarias. Así se acentuó cada vez más la diferencia entre la caballería de honor y la regular.
En la época contemporánea algunos viejos institutos ecuestres de la Santa Sede desaparecieron, otros fueron modificados y se instituyeron otros.

## Cronología de fundación de las órdenes militares
Si las dos primeras columnas están sombreadas así, son órdenes militares religiosas internacionales fundadas en Jerusalén. El sombreado en la tercera columna, la del tipo de orden, tiene el siguiente significado:
| º                              |                               |      |          | |                                                                                                   |                                                                         |                                                                                     | |  |
| ------------------------------ | ----------------------------- | ---- | -------- | --- | ------------------------------------------------------------------------------------------------- | ----------------------------------------------------------------------- | ----------------------------------------------------------------------------------- | --- |  |
| Origen                         | Fundada                       | Tipo | Insignia | Denominación | Protector                                                                                         | Fundador                                                                | Sede                                                                                | Notas |  |
| 1075 (1084)                    | 1459, 1587, 1672              | REL  |          | Orden de Santiago de Altopascio | Ducado de Toscana (Sacro Imperio Romano Germánico)                                                | Matilde de Toscana                                                      | Altopascio, Toscana                                                                 | Destinada a proteger las Propiedades del hospicio de "Altopassus" en Italia, fue mencionada en una bula papal en 1198 del papa Inocencio III y confirmada en 1244 por el emperador Federico II. Principalmente proporcionó seguridad y protección a los peregrinos italianos a Tierra Santa y en el Camino de Santiago. Fusionada con la Orden de San Esteban en 1587 por el papa Sixto V a pedido del Gran Duque de Toscana. En Francia absorbido por la Orden de San Lázaro en 1672. |  |
| ca. 1099/1103                  | activa                        | REL  |          | Orden del Santo Sepulcro de Jerusalén (Militi Sancti Sepulcri)                                                                                | Reino Latino de Jerusalén (hasta 1291) Custodio de Tierra Santa (1230-1489) Papa (1489-)          | Godofredo de Bouillon                                                   | Jerusalén                                                                           | Sancionada en 1103 por Balduino I de Jerusalén y en 1113 por papa Pascual II. Originalmente una "asociación" de caballeros que custodiaban la Iglesia del Santo Sepulcro bajo la jurisdicción de los reyes de Jerusalén. En 1113, se volvieron consustanciales con los Cánones del Santo Sepulcro después de su reconocimiento por el papa Pascual II, como rama militar, Militi Sancti Sepulcri; después de 1291, el Custodio de Tierra Santa concedió el título de caballero a los peregrinos destacados. Reorganizada como Orden Sagrada y Militar del Santo Sepulcro en 1496 por el papa Alejandro VI . Reorganizado por el papa Pío IX con la restauración residencial del Patriarcado Latino de Jerusalén en 1847. Conocida como la Orden Ecuestre del Santo Sepulcro de Jerusalén desde 1931. |  |
| ca. 1099/1113                  | activa                        | REL  |          | Orden de los Hermanos Hospitalarios (Soberana y Militar Orden Hospitalaria de San Juan de Jerusalén, de Rodas y de Malta) (Orden de San Juan) | Reino Latino de Jerusalén                                                                         | Gerard Thom                                                             | Jerusalén Roma (actual)                                                             | La orden fue sancionada en 1113 por el papa Pascual II. Inicialmente se denominaban «Orden de los Hermanos Hospitalarios de San Juan de Jerusalén» hasta que fueron expulsados de Tierra Santa. En 1310 tomaron la isla de Rodas y la convirtieron en su sede, cambiando su nombre a «Caballeros de Rodas». Luego de haber perdido la isla, se trasladaron a Malta, sede que también perdieron debido a la ocupación de Napoleón Bonaparte. En el siglo XIX, la orden resurgió en dos ramas: una católica, la Soberana Orden Militar de Malta, y una protestante, la Orden de San Juan, las cuales se reconocen mutuamente. |  |
| ca. 1118                       | 1312                          | REL  |          | Caballeros Templarios (Orden Suprema de Cristo) (Orden de Cristo)                                                                             | Reino Latino de Jerusalén                                                                         | Bernardo de Claraval, Hugues de Payens                                  | Jerusalén                                                                           | Sancionada en 1129 por el papa Honorio II y hasta 1312 por el papa Clemente V. La orden de los Caballeros Templarios se reconstituyó en Portugal después de los templarios fueron abolidos el 22 de marzo de 1312 por la bula papal, Vox in excelso, emitida por el papa Clemente V. El rey Dionisio I de Portugal creó la Orden de Cristo en 1317 para aquellos caballeros que sobrevivieron a sus juicios en toda Europa y fue fundada oficialmente en 1319. Las propiedades de los templarios fueron transferidas a los Caballeros Hospitalarios, excepto en los Reinos de Castilla, Aragón y Portugal. En efecto, provocando la disolución de los Templarios por la orden rival. Por lo tanto, al ser reconocida, el papa que permite solo la "Orden de Cristo" una orden portuguesa y su rama papal, la Orden Suprema de Cristo puede afirmar tener algún descendiente de los Templarios, que ahora es utilizada para méritos Honorarios de Estado en Portugal y se conserva como tal. |  |
| ca. 1118                       | 1489, 1572, 1609, 1830 (1856) | REL  |          | Orden Militar y Hospitalaria de San Lázaro de Jerusalén                                                                                       | Reino Latino de Jerusalén Papa: circa 1255-1572 Casa de Saboya: 1572- Casa de Francia: 1609-1830. |                                                                         | Jerusalén                                                                           | La rama italiana se fusionó en 1572 con la Orden de San Mauricio para formar la Orden de los Santos Mauricio y Lázaro bajo la Casa Real de Saboya, todavía existente. En 1609, el rey Enrique IV de Francia lo vinculó administrativamente en Francia a la Orden de Nuestra Señora del Monte Carmelo para formar la Real Orden Militar y Hospitalaria de Nuestra Señora del Monte Carmelo y San Lázaro de Jerusalén unidos, que permaneció en la lista de protección real en el Almanaque Real francés hasta 1830. |  |
| 1122                           | 1143                          | REL  |          | Cofradía de Belchite | Reino de Aragón                                                                                   | Alfonso I de Aragón                                                     | Belchite, reino de Aragón                                                           | Absorbida por la Orden del Temple en 1143. Tenía como fin defender la frontera sur del reino y estimular la cruzada contra los musulmanes. |  |
| 1124                           | 1143 1150                     | REL  |          | Orden militar de Monreal | Reino de Aragón                                                                                   | Alfonso I de Aragón                                                     | Monreal del Campo,                                                                  | Fundada para someter a los sarracenos y abrir un camino a Jerusalén pasando el mar. Absorbida por la Orden del Temple en 1143. |  |
| 1146 (1128)                    | 1789                          | REL  |          | Orden de Avis | Reino de Portugal Casa de Avis (1385-1580)                                                        | Alfonso I de Portugal                                                   | Avis                                                                                | Fundada en 1166 como «Orden de San Benito de Évora», a partir de la conquista de la ciudad de Avis en 1211, la orden pasó a llamarse Orden de Avis. Recibió una donación en 1129 de Teresa, condesa de Portugal. Secularizada en 1789. Estatutos revisados repetidamente junto con las otras órdenes de mérito portuguesas, durante la Primera República (1910-1926), luego en 1962 y nuevamente en 1986. |  |
| 1147 (1171) (1828/ 1848/ 1986) | 1732                          | REL  |          | Orden de San Miguel del Ala / Real Ecuestre y Militar Orden de San Miguel de Portugal                                                         | Reino de Portugal Casa de Braganza (desde 2001)                                                   | Alfonso I de Portugal                                                   | Santarém                                                                            | Primeros estatutos aprobados en 1171 por el papa Alejandro III. Abandonada en 1732, restaurado por el rey Miguel I en 1828 durante su breve gobierno antes de perder las guerras liberales ante su hermano el rey Pedro IV, revivido en 1848/1986. |  |
| 1158                           | 1838                          | REL  |          | Orden de Calatrava | Reino de Castilla                                                                                 | Raymond de Fitero                                                       | Calatrava la Vieja                                                                  | Sancionada en 1164 por el papa Alejandro III. El rey Carlos III de España solicitó a las antiguas órdenes contribuir a su nueva orden en su nombre (1775), lo que provocó la disolución. Confiscada por el rey José (1808), restablecida por Fernando VII en la Restauración (1814). Secularizada en 1838. |  |
| 1161                           | 1692/ 1700/ siglo XX          | REL  |          | Orden del Espíritu Santo | Reino de Francia                                                                                  | Guido de Montpellier                                                    | Provenza                                                                            | ca. 1161-16 de junio de 1216 por el papa Inocencio III en Santo Spirito en Sassia, Roma. Históricamente tanto religiosa como caballeresca. En 1692 en Francia, el rey Luis XIV la fusionó con su propia Orden de Nuestra Señora del Monte Carmelo. La organización restante fue regulada por edicto en 1700 como orden puramente religiosa. Las ramificaciones de la orden en Francia sobrevivieron hasta el siglo XX. |  |
| 1162                           | siglo XVIII                   | REL  |          | Orden de Aubrac |                                                                                                   |                                                                         | Aubrac, Francia                                                                     | Desapareció durante la Revolución Francesa a finales del siglo XVIII. |  |
| 1170                           | activa                        | REL  |          | Orden de Santiago o de San Jaime | Reino de León Monarquía de España                                                                 | Fernando II de León y Pedro Suárez de Deza, obispo de Salamanca         | León o Uclés                                                                        | Tiene su origen en el encargo del rey Fernando II de León y del obispo de Salamanca, Pedro Suárez de Deza a un grupo de trece caballeros, conocidos como los Fratres o Caballeros de Cáceres, de la defensa de la ciudad de Cáceres. Luego sancionada por bula papal el 5 de julio de 1175 por el papa Alejandro III |  |
| 1173                           | 1221                          | REL  |          | Orden de Santa María del Monte Gaudio (transformada en la Orden del Hospital de San Redentor)                                                 |                                                                                                   | Tierra Santa (luego Reino de Aragón)                                    |                                                                                     | Fusión en la Orden de Calatrava. |  |
| 1174                           | 1376                          | REL  |          | Orden de Alcalá de la Selva | Reino de Aragón                                                                                   | Alfonso II de Aragón                                                    | Reino de Aragón                                                                     | |  |
| 1177                           | activa                        | REL  |          | Orden de Alcántara | Reino de León                                                                                     | Fernando II de León                                                     | Alcántara (España)                                                                  | |  |
| antes de 1188                  | 1195                          | REL  |          | Orden de Trujillo | Reino de Castilla                                                                                 | Alfonso VIII de Castilla                                                | Trujillo, Cáceres                                                                   | Breve orden que existió durante una época de tensiones entre los reinos de León y Castilla. |  |
| 1191                           | 1538                          | REL  |          | Hospitalarios de Santo Tomás de Canterbury en Acre                                                                                            | William, capellán del deán de la catedral de San Pablo de Londres                                 | Acre                                                                    |                                                                                     | |  |
| ca. 1192                       |                               | REL  |          | Orden Teutónica / Orden de los Caballeros Teutónicos del Hospital de Santa María de Jerusalén                                                 | Reino Latino de Jerusalén                                                                         |                                                                         | Acre,                                                                               | El tronco principal de los Caballeros Teutónicos se convirtió en una orden religiosa puramente católica en 1929. La Bailía de Utrecht de la Orden Teutónica se separó del tronco principal católico durante la época de la Reforma y continúa como una orden caballeresca protestante. |  |
| 1201                           | Siglo XV                      | REL  |          | Orden de San Jorge de Alfama | Reino de Aragón                                                                                   |                                                                         | Corona de Aragón                                                                    | Principios del siglo XV, se fusiona con la Orden de Montesa. |  |
| 1202                           | 1236                          | REL  |          | Hermanos Livonios de la Espada |                                                                                                   | Livonia                                                                 |                                                                                     | Se fusionó con la Orden Teutónica como la Orden de Livonia, se disolvió en 1561. |  |
| 1216                           | 1240                          | REL  |          | Orden de los Caballeros de Dobrin | Conrado I de Mazovia y el arzobispo de Prusia                                                     | Tierra de Dobrzyń, Polonia                                              |                                                                                     | Pequeño número, máximo de 35 caballeros. Batallado por los prusianos, alrededor de 1235 la mayoría de los caballeros se unieron a la Orden Teutónica. Drohiczyn por orden de Konrad. Mencionado por última vez cuando Drohiczyn fue capturado por el príncipe Daniel de Kiev en 1240. |  |
| 1218                           | activa                        | REL  |          | Orden Real y Militar de Nuestra Señora de la Merced y la Redención de los Cautivos                                                            | Condado de Barcelona                                                                              | Pedro Nolasco                                                           | Barcelona                                                                           | Creada para la redención de los cristianos cautivos en manos de musulmanes (60 000 hasta 1779). Los mercedarios se comprometen con un cuarto voto, añadido a los tradicionales de pobreza, obediencia y castidad de las demás órdenes, a liberar a otros más débiles en la fe, aunque su vida peligre por ello. Fue sancionada en 1235 por la Bula Devotionis vestrae de Gregorio IX. |  |
| 1221                           | 1285                          | REL  |          | Militia Jesu Christi |                                                                                                   | Santo Domingo de Guzmán                                                 | Languedoc                                                                           | Nota: El símbolo es el de la Orden Dominicana, fundada posteriormente. Fusionada en la Tercera Orden de Santo Domingo. |  |
| 1231                           | 1273                          | REL  |          | Orden de la Fe y la Paz |                                                                                                   |                                                                         |                                                                                     | |  |
| 1233                           |                               | REL  |          | Canónigos de la Santa Cruz de la Estrella Roja / Crucíferos de la estrella roja                                                               | Reino de Bohemia                                                                                  | Inés de Bohemia                                                         | Praga                                                                               | Sancionada en 1237 por el papa Gregorio IX y confirmada en 1292 por el embajador del papa Nicolás IV.Principalmente hospitales, en Bohemia aún existen. |  |
| 1233                           | 1250s                         | REL  |          | Milicia de Jesucristo (Milizia di Gesù Cristo)                                                                                                |                                                                                                   | Bartolomeo da Vicenza                                                   | Parma                                                                               | Sancionada el 22 de diciembre de 1234 por el papa Gregorio IX. Desaparecida a mediados del siglo XIII. |  |
| 1261                           | 1556                          | REL  |          | Orden de la Santísima Virgen María | Loderingo degli Andalò, Catalano dei Malavolti, Ugolino Lambertini                                | Bolonia                                                                 | 23 de diciembre de 1261 por el papa Urbano IV                                       | |  |
| 1270                           | 1280                          | REL  |          | Orden de Santa María de España | Reino de Castilla                                                                                 | Alfonso X de Castilla                                                   | Cartagena                                                                           | Creada para la defensa naval de la Corona de Castilla y entre sus miembros había tanto caballeros como clérigos. Tras la derrota castellana en la batalla de Moclín ante las tropas del rey Muhammad II de Granada, en la que perdieron la vida muchos miembros de la Orden de Santiago, incluido su maestre por las heridas recibidas, Alfonso X el Sabio, para evitar que la Orden de Santiago se extinguiera integró en ella a los miembros de la Orden de Santa María, y nombró a su maestre, Pedro Núñez, maestre de Santiago, causando la desaparición de la Orden de la Estrella. |  |
| 1317                           | Activa                        | REL  |          | Orden de Montesa / Orden de Santa María de Montesa                                                                                            | Corona de Aragón                                                                                  | Jaime II de Aragón y conde de Barcelona                                 | Montesa, València                                                                   | Los primeros miembros provienen de la Orden del Hospital. Obtuvo los bienes de los templarios y de los hospitalarios en el Regne de València. Se mantuvo proclive a defender los intereses de la Corona y tenía representación en Les Corts Valencianes. |  |
| 1317 1917                      | 1789 1910                     | REL  |          | Orden de los Caballeros de Nuestro Señor Jesucristo (heredera de los Caballeros Templarios)                                                   | Reino de Portugal                                                                                 | Dionisio I de Portugal                                                  | Reino de Portugal                                                                   | Obtuvo los bienes de los templarios. El primer Gran Maestre procedía de la Orden de Avis. Secularizada en 1789. |  |
| 1326                           | extinta                       | CAB  |          | Orden de San Jorge (Societas militae Sancti Georgii)                                                                                          | Reino de Hungría                                                                                  | Rey Carlos I Roberto de Hungría                                         | Reino de Hungría                                                                    | La primera de carácter laico fundada en el mundo, puesto que las demás eran de naturaleza eclesiástica. La orden existió bajo los reinados de Carlos I Roberto de Hungría, su hijo Luis I de Hungría y un breve periodo bajo María I de Hungría. Inicialmente, a la Orden se le asignaron 50 caballeros y los nuevos miembros solo podían inscribirse con la aceptación unánime de los demás miembros, jurando lealtad a la monarquía húngara. |  |
| 1326                           | 1474                          | CAB  |          | Orden de la Banda | Reino de Castilla                                                                                 | Alfonso XI de Castilla                                                  | Reino de Castilla                                                                   | |  |
| 1348                           | activa                        | CAB  |          | Orden de la Jarretera (The Most Noble Order of the Garter)                                                                                    | Reino de Inglaterra                                                                               | Eduardo III de Inglaterra                                               | Reino de Inglaterra                                                                 | Limitada originalmente a 24 miembros vivos, es considerada el pináculo del sistema de honores británico. |  |
| 16 de noviembre de 1351        | desuso                        | CAB  |          | Orden de la Estrella | Reino de Francia                                                                                  | Juan el Bueno                                                           | Francia                                                                             | Los estatutos preveían la agrupación en torno al rey de los quinientos mejores caballeros de la nobleza francesa (Jean le Bon creó solo 18) y que estos caballeros nunca deberían dar la espalda al enemigo. En el momento de la batalla de Poitiers, esta disposición provocó la muerte o la captura de varios miembros. Así, la orden cayó rápidamente en desuso. |  |
| 1362                           | activa                        | CAB  |          | Suprema Orden de la Santísima Anunciación |                                                                                                   | Amadeo VI de Saboya                                                     | Casa de Saboya                                                                      | El objetivo era «incentivar la unión y la fraternidad entre los poderosos para evitar las guerras privadas entre ellos», como rezan las actas más antiguas de la orden. |  |
| 1381                           | desp. 1352                    | CAB  |          | Orden del Armiño | Ducado de Bretaña                                                                                 | Juan IV el Conquistador, duque de Bretaña                               | Ducado de Bretaña                                                                   | En 1448, fue fusionada con la Orden de la Espiga para constituir la Orden del Armiño y la Espiga. |  |
| 1398                           |                               | CAB  |          | Orden de Caballería del Lebrel Blanco | Reino de Navarra                                                                                  | Carlos III de Navarra                                                   | Reino de Navarra                                                                    | |  |
| 1408                           | 1475                          | REL  |          | Orden del Dragón |                                                                                                   | Segismundo de Luxemburgo                                                | Hungría                                                                             | Desapareció a finales del siglo XV. |  |
| 1429                           | activa                        | CAB  |          | Orden del Toisón de Oro | Ducado de Borgoña                                                                                 | Felipe III de Borgoña                                                   | Ducado de Borgoña                                                                   | |  |
| 1434                           | 1572                          | REL  |          | Orden de San Mauricio |                                                                                                   | Amadeo VIII de Saboya                                                   | Château de Ripaille, Thonon-les-Bains, Saboya                                       | Fusionada con la Orden de San Lázaro de Jerusalén en Italia en 1572 por el papa Gregorio XIII en la Orden de los Santos Mauricio y Lázaro, considerado el sucesor legítimo de ambos por la ICOC. |  |
| 3 de noviembre de 1444 1708    | 1489 activa                   | CAB  |          | Orden de San Humberto |                                                                                                   | Gerardo VII de Jülich-Berg                                              | Baviera                                                                             | Para conmemorar su victoria sobre Arnold d'Egmont en la batalla de Linnich |  |
| 1459                           | activa                        | REL  |          | Orden de la Torre y de la Espada (Antiga e Muito Nobre Ordem Militar da Torre e Espada, do Valor, Lealdade e Mérito)                          | Reino de Portugal                                                                                 | Rey Alfonso V de Portugal                                               | Portugal                                                                            | Revivida en 1808 por el príncipe regente Juan, más tarde Juan VI de Portugal . Desde el fin de la monarquía en 1910, se abolieron todas las órdenes militares excepto la Orden de la Torre y la Espada, siendo el presidente de Portugal ex oficio su Gran Maestre. |  |
| 1459                           | 1460                          | REL  |          | Orden de Nuestra Señora de Belén | Papa Pío II                                                                                       | Lemnos, Imperio Bizantino                                               | 18 de enero de 1459 por el papa Pío II                                              | Fundada en 1453 por el papa Pío II después de la caída de Constantinopla ante el Imperio otomano, para defender la isla de Lemnos, pronto reconquistada por los turcos, inutilizada y suprimida casi tan pronto como se fundó. |  |
| 1 de agosto de 1469            |                               | CAB  |          | Orden de San Miguel (Ordre et aimable compagnie de monsieur saint Michel)                                                                     | Reino de Francia                                                                                  | Luis X de Francia                                                       | Francia                                                                             | |  |
| 1469                           | 26 de julio de 1598           | REL  |          | Orden de San Jorge de Carintia | Emperador Federico III                                                                            | Sacro Imperio Romano Germánico                                          | En 1469 por el papa Pablo II                                                        | Abolida el 26 de julio de 1598 (1732?) |  |
| 1522-1545 (1520?)(1550?)       |                               | REL  |          | Sagrada Orden Militar Constantiniana de San Jorge                                                                                             | Familia Angeli Comneni                                                                            |                                                                         | Dirigido en 1550 por el papa Julio III Cardenal protector en 1910 por el papa Pío X | Parece haber sido establecida entre 1520 y 1545, con ciertos estatutos fechados en 1522 por la familia Angeli Comneni. Su Gran Maestre fue Andrea Angelo Flavio Comneno. En 1550 reconocida por la bula papal Quod Aliasla de papa Julio III. Decretos del rey Felipe III de España, Fernando II, emperador del Sacro Imperio Romano Germánico el 7 de noviembre de 1630 |  |
| 15 de marzo de 1561            | 1859                          | REL  |          | Orden de San Esteban Papa y Mártir | Cosme I de Médici, gran duque de Toscana                                                          | Ducado de Toscana                                                       | 1 de octubre de 1561 por el papa Pío IV                                             | Fundada como orden benedictina por Cosme I de Médici dedicado al mártirizado papa Esteban I y las victorias en la batalla de Montemurlo en 1537 y la batalla de Marciano (Scannagallo) en 1554. Luchó contra los turcos otomanos y los piratas en el mar Mediterráneo. Abolida en 1859 por la anexión de Toscana al Reino de Cerdeña . Presente, continuación católica reclamada por el archiduque Segismundo, Gran Duque de Toscana. |  |
| 1576                           | 1578 activa                   | HON  |          | Orden Militar de San Sebastián de la Flecha                                                                                                   | Reino de Portugal                                                                                 | Don Sebastián                                                           | Reino de Portugal                                                                   | Restaurada como orden dinástica en 1994 por poderes otorgados por el Serenísimo Señor Dom Alberto, Duque de Loulé. |  |
| 31 de diciembre de 1578        | 1830                          | CAB  |          | Orden del Espíritu Santo | Reino de Francia                                                                                  | Enrique III de Francia                                                  | Francia                                                                             | Lleva el nombre del Espíritu Santo por haber nacido el día de la Pascua del Espíritu Santo o de Pentecostés, y por celebrarse en la misma fecha los aniversarios de la elección de Enrique III a la corona de Polonia y a la sucesión a la de Francia. Habiendo entrado a gobernar en tiempo de luchas intestinas (las guerras de religión), eligió cien caballeros para luchar contra las tropas protestantes y ensalzar la religión católica. Estrechamente vinculada a los monarcas y vigilada por ellos, la orden fue a lo largo de sus dos siglos y medio de existencia la primera orden de caballería de Francia por su importancia y prestigio, y una de las más brillantes de Europa. |  |
| 7 de diciembre de 1595         | 1678                          | CAB  |          | Orden de los caballeros de la Estrella (Orden militar de la Stella)                                                                           | Giovanni III de Ventimiglia , VIII marqués de Irache                                              | Mesina, Sicilia, Reino de Aragón                                        |                                                                                     | |  |
| 5 de abril de 1693             |                               | CAB  |          | Real y Militar Orden de San Luis | Reino de Francia                                                                                  | Luis XIV de Francia                                                     | Francia                                                                             | Para recompensar a los oficiales más valerosos. |  |
| 1647 1998                      | 1917 aciva                    | HON  |          | Orden de San Andrés | Imperio ruso (Casa de Romanov)                                                                    | Pedro I de Rusia                                                        | Imperio ruso                                                                        | Máxima distinción del Imperio ruso. Suprimida tras la constitución de la Unión Soviética en 1917, fue recuperada en 1998, tras la caída de la URSS y la creación de la Federación Rusa. |  |
| 6 de enero de 1653             | 1656                          | HON  |          | Orden del Amaranto | Reino de Suecia                                                                                   | Cristina de Suecia                                                      | Suecia                                                                              | Cristina , para perpetuar la memoria del triunfo de la creencia ortodoxa sobre la de los luteranos, concedióo su collar a varios caballeros y a varias damas de su corte que abandonaron las doctrinas de Lutero. La Orden estaba limitada a 15 caballeros, que debían permanecer solteros. |  |
| 1671                           | activa                        | HON  |          | Orden de Dannebrog | Reino de Dinamarca                                                                                | Cristián V de Dinamarca                                                 | Dinamarca                                                                           | |  |
| 29 de mayo de 1687             | activa                        | HON  |          | Orden del Cardo (The Most Ancient and Most Noble Order of the Thistle)                                                                        | Reino de Escocia                                                                                  | Jacobo II de Inglaterra y VII de Escocia                                | Reino de Escocia                                                                    | Instituida para recompensar a los pares escoceses que apoyaban los objetivos políticos y religiosos del rey, limitada originalmente a 16 miembros vivos. Representa el más alto honor y es la segunda en importancia después de la Orden de la Jarretera. |  |
| 1693                           | activa                        | HON  |          | Orden del Elefante | Reino de Dinamarca                                                                                | Cristián V de Dinamarca                                                 | Reino de Dinamarca                                                                  | La más alta distinción del Reino de Dinamarca. Tiene orígenes en el siglo XV, pero existe oficialmente desde 1693, y desde el establecimiento de la monarquía constitucional en 1849, ahora se usa casi exclusivamente para honrar a la realeza y los jefes de Estado. |  |
| 17 de enero de 1701            | 1918                          | HON  |          | Orden del Águila Negra | Reino de Prusia (Casa de Hohenzollern)                                                            | Federico I de Prusia                                                    | Reino de Prusia                                                                     | Establecida la vísperas de la coronación de Federico I como primer rey de Prusia Más alta condecoración otorgada en el Reino de Prusia. |  |
| 1 de noviembre de 1705         |                               | HON  |          | Orden del Águila Blanca | Reino de Polonia                                                                                  | Augusto II de Polonia                                                   | Polonia                                                                             | Después de 1948, cuando nació la República Popular de Polonia, no fue concedida más, pero nunca fue suprimida oficialmente. Después del derrumbamiento del comunismo, la orden fue reinstalada nuevamente el 26 de octubre de 1992. El presidente de Polonia es siempre el Gran Maestro de la Orden. |  |
| 24 de noviembre de 1714        |                               | HON  |          | Orden de Santa Catalina | Imperio ruso (Casa de Romanov)                                                                    | Pedro el Grande                                                         | Rusia                                                                               | Instituida por Pedro el Grande con motivo de su matrimonio con la zarina Catalina I .Solo se confiere a las damas. |  |
| 18 de mayo de 1725             | activa                        | HON  |          | Orden del Baño (The Most Honourable Order of the Bath)                                                                                        | Reino de Gran Bretaña e Irlanda                                                                   | Jorge I de Gran Bretaña                                                 | Gran Bretaña                                                                        | Originalmente un Caballero Principal, un Gran Maestre y treinta y cinco Caballeros Compañeros, ahora son 120 Caballeros o Damas de la Gran Cruz (GCB), 355 Caballeros Comendadores (KCB) o Damas Comendadores (DCB) y 1925 Compañeros (CB). |  |
| 1728                           |                               | HON  |          | Orden Real y Militar de San Jorge | Electorado de Baviera                                                                             | Carlos Alberto de Baviera                                               | Electorado de Baviera                                                               | |  |
| 3 de julio de 1738             |                               | HON  |          | Insigne y Real Orden de San Jenaro | (Casa de Borbón-Dos Sicilias)                                                                     | Carlos III de España                                                    | Nápoles y Sicilia                                                                   | Lleva el nombre del santo homónimo, patrono de Nápoles. Fue fundada por Carlos VII de Nápoles, rey de Nápoles y Sicilia (posteriormente Carlos III de España), para celebrar su boda con la princesa María Amalia Walburga. El deber de los caballeros es «el crecimiento, a toda costa, de la santísima Religión y virtuosamente obrar para llegar a ser heroico ejemplo de la piedad hacia Dios, y de fidelidad hacia su Príncipe». |  |
| 7 de octubre de 1738           | 1918                          | HON  |          | Orden de San Enrique | Reino de Sajonia                                                                                  | Augusto III, Elector de Sajonia                                         | Reino de Sajonia                                                                    | Es la orden militar más antigua del Imperio alemán. |  |
| 31 de mayo de 1740             |                               | HON  |          | Pour le Mérite | Reino de Prusia                                                                                   |                                                                         | Reino de Prusia                                                                     | Máxima condecoración militar concedida por Prusia y luego por Alemania durante la Primera Guerra Mundial. Conocida informalmente como Blauer Max, el Max Azul. |  |
| 23 de febrero de 1748          | activa                        | HON  |          | Orden Real de la Espada | Reino de Suecia                                                                                   | Federico I de Suecia                                                    | Suecia                                                                              | |  |
| 23 de febrero de 1748          |                               | HON  |          | Orden de la Estrella Polar | Reino de Suecia                                                                                   | Federico I de Suecia                                                    | Suecia                                                                              | "méritos cívicos, por sentido del deber, de la ciencia, la literatura, las obras adquiridas y útiles y para las nuevas instituciones benéficas". |  |
| 23 de febrero de 1748          |                               | HON  |          | Real Orden de los Serafines | Reino de Suecia                                                                                   | Federico I de Suecia                                                    | Suecia                                                                              | Solo se concede a jefes de Estado extranjeros y miembros de la Familia Real sueca. |  |
| 18 de junio de 1757            |                               | HON  |          | Orden Militar de María Teresa | Imperio austrohúngaro                                                                             | Emperatriz María Teresa I de Austria Imperio austrohúngaro              |                                                                                     | Creada el día de la batalla de Kolin, con la idea de premiar a los oficiales del ejército que hubiesen llevado a cabo actos de especial mérito y valor. |  |
| 10 de marzo de 1759            |                               | HON  |          | Institution du Mérite militaire | Reino de Francia                                                                                  |                                                                         | Francia                                                                             | Orden para honrar a los protestantes, ya que la Orden de San luis es solo para católicos. |  |
| 1764                           | activa                        | HON  |          | Orden de San Esteban de Hungría (Insignis Ordo Sancti Stephani (Regis Hungariae Apostolici))                                                  |                                                                                                   | María Teresa I de Austria                                               | Hungría y Austria                                                                   | Instituida en 1764 por la emperatriz María Teresa en honor del rey Esteban I de Hungría y todavía en vigor. Tuvo como antecedente la fundación de una orden hospitalaria creada por el rey Geza II de Hungría a partir de la orden hospitalaria de San Juan. |  |
| 1769 1992                      | 1918 activa                   | HON  |          | Orden imperial y militar de San Jorge, mártir y victorioso                                                                                    |                                                                                                   | Catalina II de Rusia                                                    | Imperio ruso                                                                        | Suprimida por Lenin en 1918, fue reinstaurada por Borís Yeltsin el 20 de marzo de 1992. Hoy es una de las condecoraciones rusas más prestigiosas. |  |
| 1771                           | activa                        | HON  |          | Real y Distinguida Orden Española de Carlos III                                                                                               | Reino de España                                                                                   | Carlos III de España                                                    | España                                                                              | Desde su creación, es la más distinguida condecoración civil que puede ser otorgada en España. Aunque desde su creación era una orden de caballería formalmente se convirtió en orden civil en 1847. |  |
| 1783                           | activa                        | HON  |          | Orden de San Patricio (The Most Illustrious Order of Saint Patrick)                                                                           | Reino Unido de Gran Bretaña e Irlanda                                                             | Jorge III del Reino Unido                                               | Reino Unido                                                                         | Orden creada en 1783 relacionada con Irlanda, el nombramiento regular de caballeros duró hasta 1922, cuando la mayor parte de Irlanda se convirtió en independiente como el Estado Libre Irlandés. Aunque la Orden, sigue existiendo nadie ha sido nombrado caballero de San Patricio desde 1936, y el último caballero, el Príncipe Enrique, Duque de Gloucester, murió en 1974. El Rey, sin embargo, permanece como Soberano de la Orden, y un oficial, el Rey de Armas de Úlster (ahora combinado con el Rey de Armas de Norroy), también sobrevive. |  |
| 21 de abril de 1792            |                               | HON  |          | Orden de las Damas Nobles de la Reina María Luisa                                                                                             | Reino de España                                                                                   | Carlos III de España                                                    | España                                                                              | Destinada a recompensar a las mujeres nobles que se distinguieran por sus servicios o cualidades, estando reservada únicamente a mujeres. |  |
| 1799                           |                               | HON  |          | Orden imperial de la Luna Creciente | Sultán Selim III                                                                                  | Imperio otomano                                                         |                                                                                     | |  |
| 14 de julio de 1804            | activa                        | HON  |          | Legión de Honor (Ordre national de la Légion d'honneur)                                                                                       | Francia                                                                                           | Emperador Napoleón I de Francia                                         | Francia                                                                             | La orden se concede a hombres y mujeres, ya sean franceses o extranjeros, por méritos extraordinarios realizados dentro del ámbito civil o militar en ese país. Es la más conocida e importante de las distinciones francesas. |  |
| 5 de junio de 1805             | 1910                          | HON  |          | Orden de la Corona de Hierro |                                                                                                   | Emperador Napoleón I de Francia, en tanto que rey de Italia             | Milán, Reino de Italia                                                              | Desaparecido en 1813, Francisco I, emperador de Austria, apreciando sus efectos, declaró el 12 de febrero de 1816 día del aniversario de su nacimiento, que la orden imperila de la Corona de Hierro formaría en lo sucesivo parte de las órdenes de su casa. |  |
| 31 de agosto de 1811           | activa                        | HON  |          | Real y Militar Orden de San Fernando |                                                                                                   | Cortes de Cádiz                                                         | España                                                                              | Tiene por objeto «honrar el reconocido valor heroico y el muy distinguido, como virtudes que, con abnegación, inducen a acometer acciones excepcionales o extraordinarias, individuales o colectivas, siempre en servicio y beneficio de España». |  |
| 1814                           |                               | HON  |          | Real y Militar Orden de San Hermenegildo | Reino de España                                                                                   | Fernando VII de España                                                  | España                                                                              | «... recompensar y distinguir a los oficiales generales, oficiales y suboficiales del Ejército de Tierra, de la Armada, del Ejército del Aire, de los Cuerpos Comunes de las Fuerzas Armadas y del Cuerpo de la Guardia Civil, por su constancia e intachable conducta en el servicio, a tenor de lo que establecen las Reales Ordenanzas para las Fuerzas Armadas». |  |
| 26 de abril de 1814            |                               | HON  |          | Decoración del Lis | Reino de Francia                                                                                  | Monsieur, conde de Artois en nombre de su hermano Luis XVIII de Francia | Francia                                                                             | Creada en favor de la Guardia nacional de París. |  |
| 14 de marzo de 1815            |                               | HON  |          | Real Orden de Isabel la Católica | Reino de España                                                                                   | Fernando VII de España                                                  | España                                                                              | «premiar aquellos comportamientos extraordinarios de carácter civil, realizados por personas españolas y extranjeras, que redunden en beneficio de la Nación o que contribuyan, de modo relevante, a favorecer las relaciones de amistad y cooperación de la Nación Española con el resto de la Comunidad Internacional». |  |
| 6 de febrero de 1818           | 1910 activa                   | HON  |          | Real Orden Militar de Nuestra Señora de la Concepción de Villaviciosa                                                                         |                                                                                                   | Juan VI de Portugal                                                     | Portugal y Brasil                                                                   | Instituida el día de la aclamación de , en Río de Janeiro, como rey del Reino Unido de Portugal, Brasil y Algarve. El gobierno provisional republicano la extingue en octubre de 1910, aunque el rey D. Manuel II en el exilio y los duques de Braganza que le sucedieron continuaron utilizándola. Recientemente el actual duque de Braganza la rehabilitó como orden dinástica honorífica de la Familia Real Portuguesa. |  |
| 1822 1853 1863                 | 1823 1855 1867                | HON  |          | Orden Imperial de Guadalupe | Imperio de México                                                                                 | Emperador Agustín                                                       | México                                                                              | |  |
| 1829                           | activa                        | HON  |          | Orden del Salvador / Orden del Redentor |                                                                                                   | Cuarta Asamblea Nacional                                                | Grecia                                                                              | Fundación fue decidida por la Cuarta Asamblea Nacional en Argos en 1829, durante el último año de la Guerra de independencia. No se puso en práctica inmediatamente, y el decreto fue firmado en Nafplio por el Consejo de Regencia en nombre del rey Otón el 20 de mayo de 1833. Según el decreto, el nombre de la Orden «deberá recordar, por la asistencia divina miraculosa y fortuitamente conseguida, la salvación de Grecia». Es la más antigua y más alta distinción del estado griego moderno. |  |
| 1832                           | activa                        | HON  |          | Orden de Leopoldo | Reino de Bélgica                                                                                  | Leopoldo I de Bélgica                                                   | Bélgica                                                                             | |  |
| 21 de agosto de 1847           |                               | HON  |          | Orden de San Olaf | Reino de Noruega                                                                                  | Óscar I de Suecia                                                       | Reino de Noruega                                                                    | Distinción exclusivamente noruega. |  |
| 1864                           | 1867                          | HON  |          | Imperial Orden de San Carlos |                                                                                                   |                                                                         | México                                                                              | Única orden de caballería mexicana exclusivamente para damas. Sin concesiones desde 1867. |  |
| 1865                           |                               | HON  |          | Orden Imperial del Águila Mexicana |                                                                                                   | Emperadores Maximiliano y Carlota                                       | México                                                                              | |  |
| 1906                           |                               | HON  |          | Orden de la Corona de Rumania | Rumania                                                                                           |                                                                         |                                                                                     | |  |
| 1917                           |                               | HON  |          | Orden del Imperio británico (The Most Excellent Order of the British Empire)                                                                  | Imperio británico                                                                                 |                                                                         |                                                                                     | |  |
| 1929                           |                               | HON  |          | Orden de la Santa Cruz de Galizia | Ucrania                                                                                           |                                                                         |                                                                                     | |  |
| 1937                           |                               | HON  |          | Orden del Mérito del Principado de Liechtenstein                                                                                              | Liechtenstein                                                                                     |                                                                         |                                                                                     | |  |